# Нор-Аманос
Нор-Аманос (арм. Նոր Ամանոս) — село в Арагацотнской области Армении.

## География
Село расположено в южной части марза, на расстоянии 37 километров к западу-юго-западу (WSW) от города Аштарак, административного центра области. Абсолютная высота — 1040 метров над уровнем моря.
Климат
Климат характеризуется как умеренно холодный, влажный (Dfa в классификации климатов Кёппена).

## Население
| Год переписи | Население          | Население          | Население          | Население            | Население            | Население            |
| Год переписи | Наличное население | Наличное население | Наличное население | Постоянное население | Постоянное население | Постоянное население |
| Год переписи | Всего              | Мужчины            | Женщины            | Всего                | Мужчины              | Женщины              |
| ------------ | ------------------ | ------------------ | ------------------ | -------------------- | -------------------- | -------------------- |
| 2001         | 540                | 249                | 291                | 672                  | 321                  | 351                  |
| 2011         | 570                | 260                | 310                | 630                  | 313                  | 317                  |